# Semiothisa conventa
Semiothisa conventa là một loài bướm đêm trong họ Geometridae.